# Sénéchal de Catalogne
Pour les articles homonymes, voir Sénéchal (homonymie).
 (août 2024).
Si vous disposez d'ouvrages ou d'articles de référence ou si vous connaissez des sites web de qualité traitant du thème abordé ici, merci de compléter l'article en donnant les références utiles à sa vérifiabilité et en les liant à la section « Notes et références ».
Le sénéchal de Barcelone ou de Catalogne est un grand officier du comté de Barcelone au Moyen Âge. Le sénéchal, siniskalk, était littéralement le doyen des serviteurs, et à l'origine, celui chargé du ravitaillement du palais comtal. Il était désigné comme dapifer (« écuyer tranchant ») en latin.

## Histoire
L'office de sénéchal est à partir du Xe siècle le premier des grands offices de l'empire franc. Héritier lointain du maire du palais, le sénéchal est à l'origine le chef de la maison du roi mais ses attributions dépassent bien vite le cadre domestique pour en faire le personnage le plus puissant du royaume après le souverain. Il avait notamment le contrôle des armées royales.
Dans le comté de Barcelone, c'est Ermessende de Carcassonne qui nomme le premier sénéchal de Barcelone, entre 1135 et 1143, en la personne d'Aimé Elderic d'Oris. Ermessende, veuve du comte Raimond Borell, et tutrice de leur fils, le comte Raimond-Bérenger Ier, âgé d'une dizaine d'années, cherchait à s'assurer la fidélité des seigneurs catalans. 
La charge disparaît à la mort de Pierre II Raimond de Montcada, en 1300.

## Liste des sénéchaux de Catalogne
- (Dates approximatives)
- 1051 : Aimé d'Orís (ca)
- Raimond Mir d'Aguda (ca) ou d'Hostoles
- Pierre Aimé d'Orís (ca)
- 1088 : Guillaume Ier de Cerdagne
- 1131 : Guillaume Raimond Ier de Montcada (ca), le "Grand Sénéchal"
- 1173 : Raimond Ier de Montcada (ca)
- 1188 : Guillaume Raimond II de Montcada (ca)
- 1228 : Raimond de Montcada (ca)
- 1289 : Simon de Montcada (ca)
- 1292 : Pierre II Raimond de Montcada (ca)